# Тесніф
Тесниф (азерб. Təsnif) — малий вокальний жанр азербайджанської національної класичної музики, типу пісні, який займає важливе місце в репертуарах ханенде (азербайджанські народні співаки, виконавці мугамів). Авторами тесніфів часто бували самі ханенде. Особливо майстерно співав тесніфи один з найяскравіших представників азербайджанського вокального мистецтва — Бюльбюль. Він так професійно виконував знамениті азербайджанські тесніфи «Раст», «Сеґях» і «Шур», що інші талановиті ханенде навіть не бралися за виконання цих тесніфів, кажучи: «На них лежить печатка Бюльбюля».
Такі видатні азербайджанські композитори, як Кара Караєв, Фікрет Аміров, Тофік Кулієв, Алекпер Тагієв, Закір Багіров і музикознавець М. С. Ісмайлов, широко використовували тесніфи у своїй творчості, і записували їх нотами з виконання прославлених азербайджанських ханенде і виконавців: Сеїда Шушинського, Джаббара Карьягдиогли, Зульфі Адігезалова, тариста Ґурбана Піримова та ін.

## Виконання
Тесніфи зазвичай виконуються до або після мугаму. Таким чином, виконавці показують свою майстерність в обох жанрах. На відміну від мугамних репертуарів, які більш імпровізовані і ритмічно вільні, тесніфи, так само, як і малий інструментальний класичний жанр азербайджанської музики — рянгі, більш схильні до впливів «музичної моди». У XX столітті виконавці мугамів (ханенде) стали використовувати в тесніфах вірші азербайджанських поетів ліричного та громадянського звучання, таких як Самед Вургун, Сулейман Рустам, Аліага Вахід, Бахтіяр Вагабзаде, І. Сафарлі та інших.

## Знамениті виконавці тесніфів
- Бюльбюль
- Зульфі Адігезалов
- Джаббар Кар'ягдиогли
- Сеїд Шушинський
- Амір Хосров Дехлеві
- Алім Гасимов